# Телек, Эйприл
Эйприл Эмбер Телек (англ. April Amber Telek; род. 29 апреля 1975, Норт-Ванкувер, Канада) — канадская актриса и фотомодель.

## Биография
Дебютировала в 1995 году в фантастическом телефильме «Побег из зоны 14», где исполнила небольшую роль блондинки-певицы в стиле Мэрилин Монро.
В начале 2000-х Эйприл работала личной ассистенткой актёров Уильяма Мэйси и Фелисити Хаффман на съёмках сериала «Развал» в Ванкувере.
В 2024 году стало известно, что актриса снимется в фильме «Пункт назначения: Узы крови».

## Личная жизнь
В 2009 году Эйприл Телек вышла замуж за Джейми Кэмпбелла. От предыдущего брака у Эйприл есть дочь Ава (род. в 2006), которая пошла по стопам матери и стала актрисой.
В 2020 году Телек заявила, что ее изнасиловал бизнесмен Петер Нюгорд. Она сделала это заявление вскоре после того, как Нюгорд был обвинен в торговле детьми в целях сексуальной эксплуатации. Телек рассказала CBC's The Fifth Estate, что в ноябре 1993 года с ней связались, чтобы она смоделировала новую линию одежды Нюгорда в Виннипеге. Она заявила, что после прибытия в офис Нюгорда он обнажился, попросил ее об оральном сексе, а после того, как она отказалась, изнасиловал ее несколько раз в течение двух дней. Адвокаты Нюгорда заявили, что он отрицал какие-либо сексуальные нападения на кого-либо, и далее заявили, что показания под присягой двух свидетелей оспаривают обвинения Телек.

## Фильмография
| Год       |    | Русское название                                  | Оригинальное название                        | Роль                              |
| --------- | -- | ------------------------------------------------- | -------------------------------------------- | --------------------------------- |
| 1995      | тф | Побег из зоны 14                                  | Deadlocked: Escape from Zone 14              | блондинка-певица                  |
| 1995      | с  | Маршал                                            | The Marshal                                  | Верона                            |
| 1996      | с  | Скользящие                                        | Sliders                                      | Сью                               |
| 1996      | с  | Горец                                             | Highlander                                   | Роксанна                          |
| 1996—1997 | с  | Вайпер                                            | Viper                                        | Аманда / хостесс                  |
| 1996—1999 | с  | За гранью возможного                              | The Outer Limits                             | Люси в молодости / Ширли Бакстер  |
| 1996—1999 | с  | Тысячелетие                                       | Millennium                                   | Каламити / Элизабет «Лидди» Хупер |
| 1997      | ф  | Лишний багаж                                      | Excess Baggage                               | ведущая теленовостей              |
| 1998      | с  | Часовой                                           | The Sentinel                                 | Сьюзан Таннер                     |
| 1998      | с  | Тайна нераскрытых преступлений                    | Cold Squad                                   | Дорин Норлан                      |
| 1999      | с  | Новая семейка Аддамс                              | The New Addams Family                        | Алекс Бэннинг                     |
| 1999      | с  | Ворон: Лестница в небо                            | The Crow: Stairway to Heaven                 | Лили                              |
| 2000      | с  | Голод                                             | The Hunger                                   | Алисса Данлэп                     |
| 2000      | с  | Секретные агенты                                  | Secret Agent Man                             | Шарлин / Люси                     |
| 2000      | ф  | История одного похищения                          | Screwed                                      | репортёр                          |
| 2001      | ф  | Камуфляж                                          | Camouflage                                   | театральная актриса               |
| 2001      | ф  | Репликант                                         | Replicant                                    | жертва убийства в даунтауне       |
| 2001      | с  | Первая волна                                      | First Wave                                   | Гибсон                            |
| 2002      | с  | Охотники за нечистью                              | Special Unit 2                               | «Мисс Понимающая»                 |
| 2004      | с  | Пять дней до полуночи                             | 5ive Days to Midnight                        | Дотти Сикорски                    |
| 2004      | тф | Человек в зеркале : История Майкла Джексона       | Man in the Mirror: The Michael Jackson Story | Дебби Роу                         |
| 2004      | с  | Мёртвые, как я                                    | Dead Like Me                                 | девушка в костюме Эльвиры         |
| 2005      | ф  | Белый шум                                         | White noise                                  | секретарша Джонатана              |
| 2005      | ф  | Братство 4: Комплекс                              | The Brotherhood 4: Complex                   | капитан Арабелла Моррисси         |
| 2006      | тф | Рейс 93                                           | Flight 93                                    | Лиз Глик                          |
| 2006      | ф  | Проблемы Грэй                                     | Gray Matters                                 | Лана Валентайн                    |
| 2007      | с  | Заколдованное королевство                         | Tin Man                                      | проститутка                       |
| 2008      | с  | Люди в деревьях                                   | Men in Trees                                 | настойчивая женщина               |
| 2009      | с  | Жнец                                              | Reaper                                       | Филлис                            |
| 2010      | тф | Огромный рост                                     | Growing the Big One                          | Мэри Бёрнс                        |
| 2011      | с  | Шах и мат                                         | Endgame                                      | Лили Пальмера                     |
| 2011      | с  | Р. Л. Стайн: Время призраков                      | R. L. Stine's The Haunting Hour              | телеведущая                       |
| 2011—2012 | с  | Ад на колёсах                                     | Hell on Wheels                               | Нелл (хозяйка борделя)            |
| 2012      | тф | Она заставила их сделать это                      | She Made Them Do It                          | Мими Лундт                        |
| 2012      | тф | Бунтарка                                          | Radio Rebel                                  | Дилайла Адамс                     |
| 2014      | тф | Поймать Санту                                     | Santa Hunters                                | Наташа                            |
| 2015      | тф | Беверли-Хиллз, 90210: Несанкционированная история | The Unauthorized Beverly Hills, 90210 Story  | кастинг-менеджер                  |
| 2017      | с  | Радиоволна                                        | Frequency                                    | Криста Хёрли                      |
| 2019      | с  | Проект «Синяя книга»                              | Project Blue Book                            | Дороти Йорк                       |
| 2020      | ф  | Руководство для нянь: Как поймать монстра         | A Babysitter's Guide to Monster Hunting      | секретарша                        |
| 2022      | ф  | Расплата за грехи                                 | Brazen                                       | Лиза Кларк                        |
| 2023      | с  | Страна пожаров                                    | Fire Country                                 | Долли Бёрнетт                     |
| 2025      | ф  | Пункт назначения: Кровные узы                     | Final Destination: Bloodlines                | Бренда Кэмпбелл                   |